# Limnephilus acnestus
Limnephilus acnestus is een schietmot uit de familie Limnephilidae. De soort komt voor in het Nearctisch gebied.